# Juri Michailowitsch Borsakowski
Juri Michailowitsch Borsakowski (russisch Юрий Михайлович Борзаковский, engl. Transkription Yuriy Borzakovskiy; * 12. April 1981 in Kratowo, Oblast Moskau) ist ein ehemaliger russischer Mittelstreckenläufer und Olympiasieger.

## Werdegang
1999 wurde er Junioreneuropameister im 800-Meter-Lauf. Bei den Halleneuropameisterschaften 2000 in Gent gewann er in 1:47,92 min vor dem Deutschen Nils Schumann. In Sydney bei den Olympischen Spielen 2000 erreichte er das Finale und wurde in 1:45,83 min Sechster.
Bei den Hallenweltmeisterschaften 2001 in Lissabon gewann er in 1:44,49 min mit fast zwei Sekunden Vorsprung auf den Südafrikaner Johan Botha. 2002 bei den Europameisterschaften in München trat er nicht über 800 Meter an. Als Schlussläufer der russischen Mannschaft in der 4-mal-400-Meter-Staffel sicherte er seinem Team aber die Silbermedaille hinter den Briten.
In Paris/Saint-Denis bei den Weltmeisterschaften 2003 stand Borsakowski wieder in einem 800-Meter-Finale. Wie so oft, lief er die erste Runde an letzter Stelle, um sich dann auf der letzten Gegengeraden in Position zu laufen und seinen Spurt anzuziehen. In Saint-Denis erreichte er den Algerier Djabir Saïd-Guerni nicht mehr ganz. Borsakowski gewann in 1:44,84 min Silber mit drei Hundertstelsekunden Rückstand auf Saïd-Guerni und sechs Hundertstelsekunden Vorsprung auf den drittplatzierten Südafrikaner Mbulaeni Mulaudzi.
Sein größter Triumph gelang ihm bei den Olympischen Spielen 2004 in Athen, als er in 1:44,64 min vor Mulaudzi und Wilson Kipketer aus Dänemark Olympiasieger wurde. Bei den Weltmeisterschaften 2005 in Helsinki wurde er wie schon in Paris Vizeweltmeister. In 1:44,51 min lag er deutlich hinter Rashid Ramzi aus Bahrain, der in 1:44,24 min gewann.
Vor dem heimischen Publikum den Hallenweltmeisterschaften 2006 in Moskau konnte Borsakowski im Spurt den Kenianer Wilfred Bungei und den Südafrikaner Mulaudzi nicht mehr einholen. Borsakowski gewann in 1:47,38 min Bronze.
Ebenfalls Bronze gewann er bei den Weltmeisterschaften 2007 in Osaka. In 1:47,39 min hatte er zwar drei Zehntelsekunden Rückstand auf den Sieger Alfred Kirwa Yego, aber der Abstand von 19 Hundertstelsekunden auf den Achten des Finales ließ erkennen, dass Borsakowski im Spurt alte Stärke bewies.
2008 schied er überraschend bei den Olympischen Spielen in Peking als Drittplatzierter seines Semifinallaufes aus, nachdem er zuvor in diesem Jahr mit einer Zeit von 1:42,79 min seine Bestform unter Beweis gestellt hatte. 2009 errang er bei den Halleneuropameisterschaften in Turin den Titel und wurde Vierter bei den Weltmeisterschaften in Berlin. Zwei Jahre später gewann er bei den Weltmeisterschaften 2011 in Daegu eine weitere Bronzemedaille. Nachdem Borsakowski bei Europameisterschaften bis dahin nie auf der 800-Meter-Strecke angetreten war, gewann er bei den Europameisterschaften 2012 in Helsinki den Titel in einem reinen Spurtrennen.
Bei einer Körpergröße von 1,82 m betrug sein Wettkampfgewicht 72 kg. Die meisten seiner Erfolge erreichte er dadurch, dass er in der ersten Runde ganz hinten lief und jegliche Positionskämpfe vermied. Auf den letzten 300 Metern überspurtete er dann alle oder fast alle Konkurrenten. Seine Fähigkeit, bei nötigenfalls auch schnellen Anfangszeiten mitlaufen zu können, machte ihn für seine Gegner kaum berechenbar.
Im Juli 2014 gab Borsakowski seinen Rücktritt vom Leistungssport bekannt.

## Persönliche Bestzeiten
- 400 m: 45,84 s, 24. Juli 2000, Tula
  - Halle: 47,06 s, 19. Januar 2008, Moskau
- 800 m: 1:42,47 min, 24. August 2001, Brüssel
  - Halle: 1:44,15 min, 27. Januar 2001, Karlsruhe
- 1000 m: 2:15,50 min, 22. Juli 2008, Stockholm
  - Halle: 2:17,10 min, 1. Februar 2009, Moskau
- 1500 m: 3:43,24 min, 31. Mai 2003, Tula
  - Halle: 3:41,53 min, 17. Februar 2006, Moskau

## Russische Meistertitel
- 800 m: 2004, 2009, 2010, 2011
- 1500 m: 2005, 2007, 2008